# Montanismo

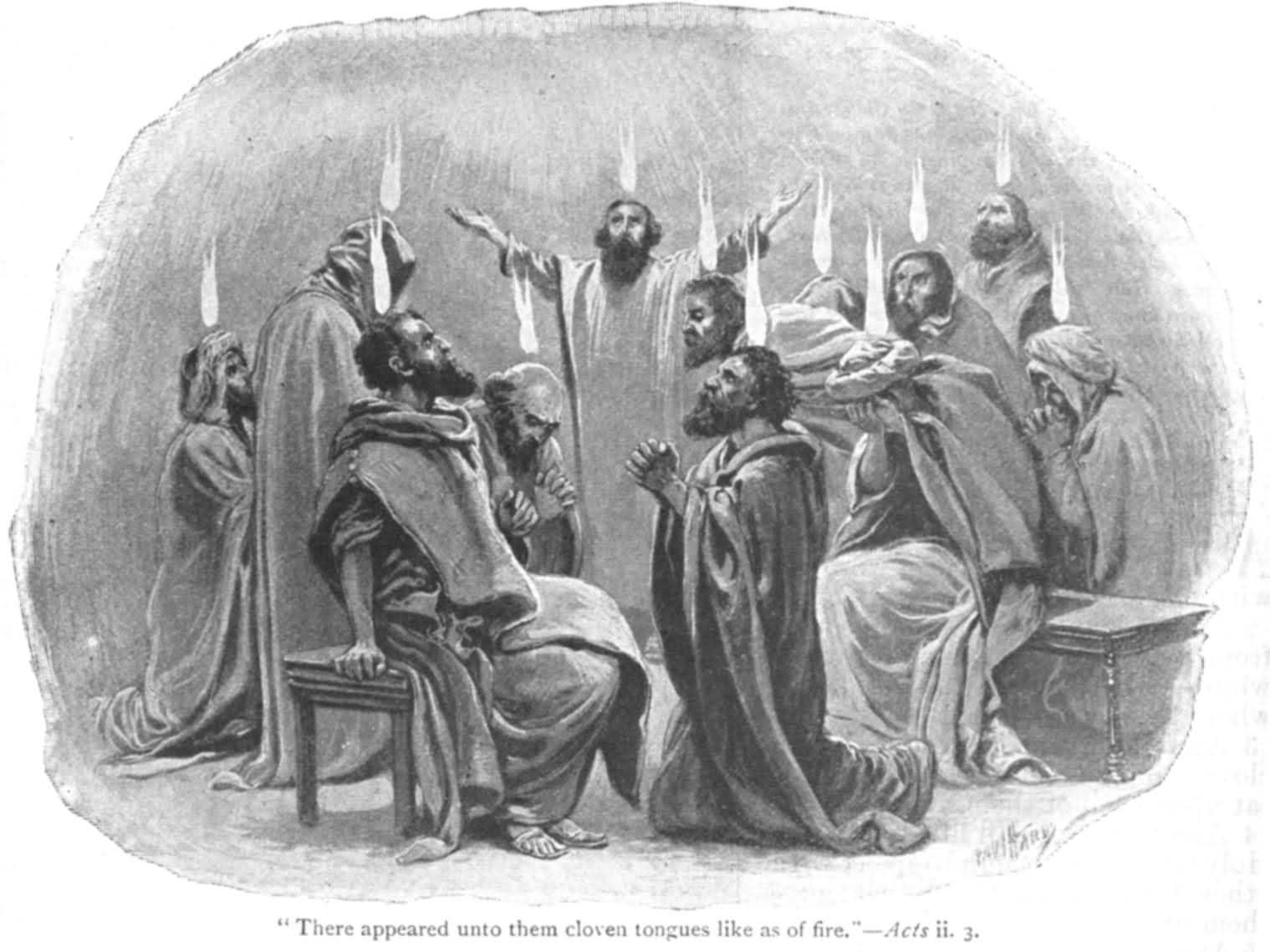
Apóstoles reciben el regalo de las lenguas

El montanismo fue un movimiento que se produjo en el interior de las comunidades cristianas primitivas, como un esfuerzo para revalidar las realidades pneumáticas y escatológicas de los primeros tiempos de la Iglesia. Se trataba de un «movimiento reavivador», como sería llamado posteriormente.
Es interesante, desde un punto de vista de la protogénesis doctrinal de este movimiento, que el escritor y apóstol de la Iglesia cristiana primitiva siglo I Pablo de Tarso ya mencionó en su Segunda Epístola a los Tesalonicenses, redactada en torno al año 51 D.C. en el capítulo 2  que entre los cristianos de mediados del primer siglo, ya se estaba desarrollando cierta tendencia doctrinal, contra la que el apóstol advirtió con fuerza y califica de "engaño", según la cual algunos falsos cristianos estarían anunciando la inminencia del Segundo Advenimiento del Señor :
"2 Pero con respecto a la venida de nuestro Señor Jesucristo, y nuestra reunión con él, os rogamos, hermanos, 2 que no os dejéis mover fácilmente de vuestro modo de pensar, ni os conturbéis, ni por espíritu, ni por palabra, ni por carta como si fuera nuestra, en el sentido de que el día del Señor está cerca. 3 Nadie os engañe en ninguna manera; porque no vendrá sin que antes venga la apostasía, y se manifieste el hombre de pecado, el hijo de perdición..."
Así que, según el texto de esta epístola canónica, la doctrina fundamental del movimiento se habría originado ya unos 100 años antes de que Montano la retomara.
El conocimiento que se tiene de este movimiento se funda en el testimonio de los autores cristianos, como Eusebio de Cesarea, Epifanio, Clemente de Alejandría, Orígenes e Hipólito. De mayor importancia es, sin embargo, una fuente original en los escritos de Tertuliano, que se adhirió al montanismo hacia el final de su vida.

## Los inicios del montanismo
El origen de este movimiento se puede fijar entre los años 160 y 170 en Ardabau, Frigia. Allí, un hombre llamado Montano se sintió transportado a estados de éxtasis durante los cuales profería advertencias proféticas. Luego se unieron a él dos mujeres, Prisca y Maximila, que también empezaron a profetizar, y cuya popularidad llegó a superar a la del propio Montano. Montano y sus profetisas anunciaban el final inminente del mundo, ordenando a sus fieles que se reunieran en un lugar determinado para esperar allí el descenso de la Jerusalén celestial.
Decían tener revelaciones directas del Espíritu Santo. Hablaban durante estado de éxtasis. Enseñaban un ascetismo intenso, ayuno, pureza personal y deseo ardiente de sufrir el martirio. Tal estilo de vida era esencial en vistas al inminente regreso de Cristo.
Según la discípula Prisca, Cristo se le apareció en forma de mujer. Cuando ella fue excomulgada, exclamó: "Yo no soy un lobo: Soy palabra, espíritu y poder"
Esta herejía fue acogida rápidamente en distintos estratos de la sociedad, los cuales se organizaron en comunidades y realizaron una propaganda muy activa entre cristianos y paganos.

## La doctrina montanista
El montanismo, a diferencia de la gnosis y del marcionismo, no pretendía anunciar una nueva doctrina, sino más bien revalorizar ciertos elementos relativamente olvidados de la doctrina tradicional:
- La escatología, que caracterizaba a la doctrina montanista al afirmar que el fin de los tiempos se acercaba y que llegaría en un plazo muy breve, con lo que resurgía la espera de la parusía tal como lo habían esperado las primeras generaciones cristianas. El montanismo insistió en las prácticas ordinarias en la Iglesia de entonces: preparación al martirio, ayuno, xerofagia (abstención de alimentos húmedos), castidad dentro del matrimonio, prohibición de segundas nupcias, negativa a conceder el perdón a un cristiano bautizado incluso en el caso de que hiciera penitencia.
- El profetismo, el cual es el elemento verdaderamente dominante en el montanismo. Sus promotores intentaron revivir el profetismo cristiano, que apenas existía en la época. No obstante, su concepción del profetismo difería sustancialmente de la tradición primitiva, puesto que los profetas del montanismo se consideraban receptáculos de la divinidad: no eran ellos quienes hablaban, era el Espíritu quien hablaba por su boca. Así, Montano era un nuevo Paráclito que continuaba la revelación contenida en el Evangelio.

## El destino del montanismo
El movimiento se difundió rápidamente, y hacia el final del siglo II alcanzó su máxima expansión. En Oriente, y especialmente en Asia Menor, fue donde logró mayor importancia y donde persistió por más tiempo, subsistiendo hasta fines del siglo IV. También logró gran aceptación en Occidente, aunque más brevemente. Se encuentran rastros de este movimiento en el año 177 en Lyon. La carta de los mártires de Lyon a las iglesias de Asia y de Roma, por ejemplo, habla de la doctrina de Montano. También se encuentran evidencias de él en Roma y en África, donde, hacia el año 205, Tertuliano se adhirió oficialmente al movimiento.

## Diferencias entre Montanismo y el cristianismo ortodoxo.
- Creer que los mensajes que recibían directamente del Espíritu Santo suplantan y cumplen las doctrinas de los Apóstoles. Estaban influenciados por una interpretación gnóstica del Evangelio de San Juan: "Yo les enviaré el abogado, el espíritu de verdad"

- Creyéndose poseídos por Dios, pensaban que cuando profetizaban no podían resistir. Montanus decía "Yo soy el Padre, la Palabra, el Espíritu Santo" (Didymus, De Trinitate, III, xli)

- Exagerada importancia a las profecías recibidas en éxtasis y las lenguas.

- Los cristianos que perdían la gracia no podían ser redimidos.

- Esperaban el regreso inminente de Cristo.

- Según San Jerónimo y otros padres, los montanistas creían que la Trinidad es una sola persona (Modalismo).